# 扎卜河战役
扎卜河战役(阿拉伯文:معركة الزاب)是750年1月25日发生于大扎卜河沿岸的一次战役。该战役奠定了阿拔斯王朝取代伍麦叶王朝。

## 背景
747年，伍麦叶王朝爆发了大型叛乱。叛乱的主要原因是边民同大马士革政府之间离心。伍麦叶王朝任命的总督腐败严重，只对个人的财富感兴趣。此外，伍麦叶血统和先知穆罕默德没有联系，而之后的阿拔斯血统声称他们是穆罕默德的叔叔阿拔斯的后代。

## 战役

### 交战双方
750年，伍麦叶哈里发馬爾萬二世的军队在扎卜河同阿拔斯、什叶派教徒以及波斯人战斗。仅从记载来看，马尔万的军队数量远大于阿拔斯一方。伍麦叶军队包含了很多了许多曾经参与同东罗马帝国战争的老兵，可是，他们对于哈里发的支持却很冷淡。伍麦叶军队的士气因为早先一连串的失败显得很低落，而阿拔斯军队士气高昂。

### 过程
阿拔斯军列枪阵对敌，伍麦叶的骑兵很可能自信能冲破枪阵。这是一个致命错误，在大量死亡之后，伍麦叶军队崩溃了。多数人被狂热的阿拔斯人杀死或掉入了寒冷的扎卜河。

## 后续
马尔万从战场逃脱，并逃亡黎凡特。阿拔斯军穷追不舍，在叙利亚地区并未受到什么抵抗。此地稍早前受到地震和瘟疫之苦。马尔万最后抵达了Abusir/Busir，这里是位于埃及尼罗河三角洲的一个小镇。扎卜河战役之后的几个月，伍麦叶王朝哈里发马尔万最终死于一次小型战斗，之后阿布·阿拔斯成为了新的哈里发。